# Rezolucja Rady Bezpieczeństwa ONZ nr 165
Rezolucja Rady Bezpieczeństwa ONZ nr 165 została przyjęta jednomyślnie 26 września 1961 r.
Po przeanalizowaniu wniosku Sierra Leone o członkostwo w Organizacji Narodów Zjednoczonych, Rada zaleciła Zgromadzeniu Ogólnemu przyjęcie tego państwa do swojego grona.

## Źródło
- UNSCR - Resolution 165